# EINSA Netón

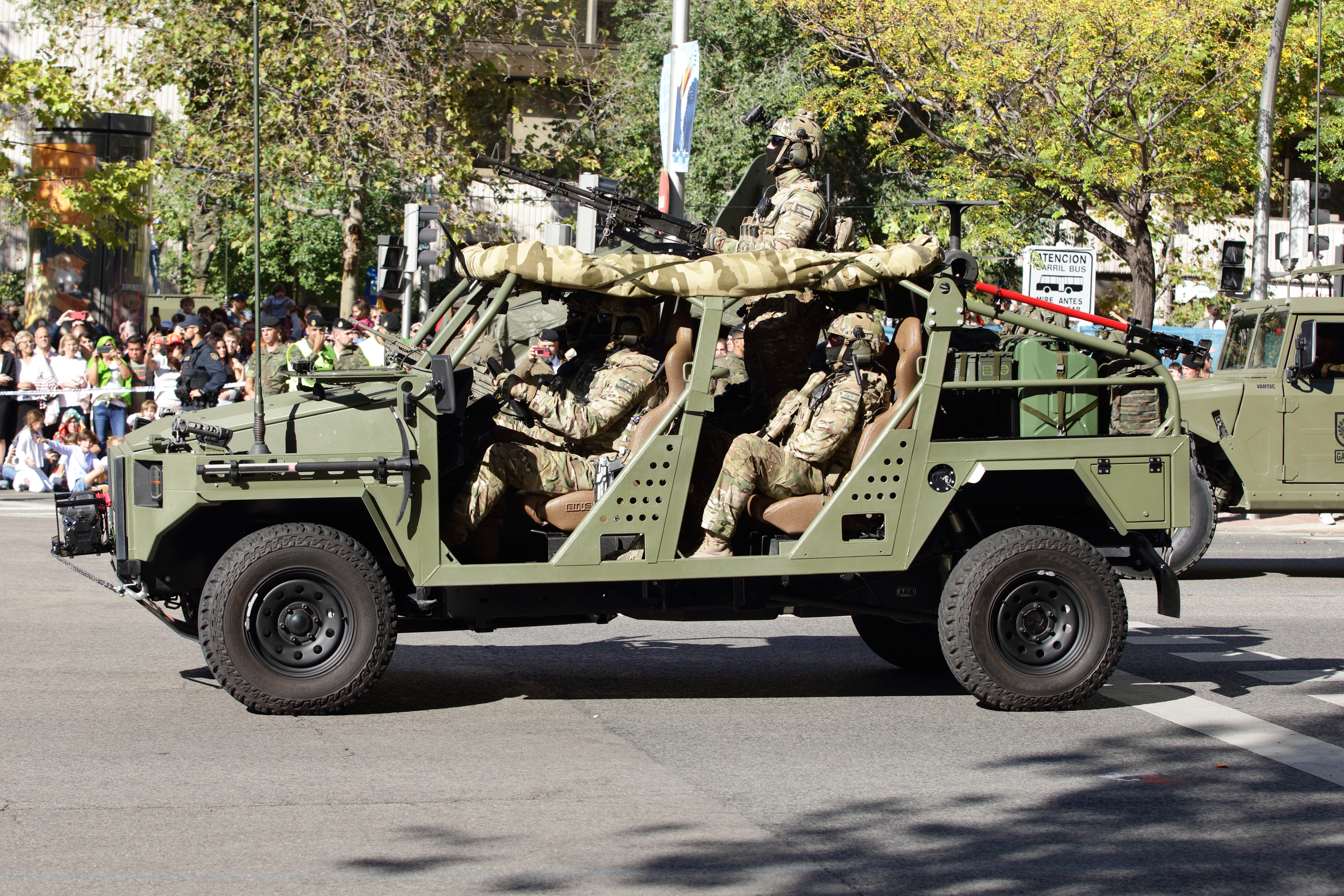
Netón

El Netón es un todoterreno militar ligero de transporte táctico español sin blindaje utilizado por las fuerzas especiales. Son transportables por aire. Está fabricado por la empresa española EINSA.
Nombrado así por Netón, díos ibérico de la guerra.

## Descripción
Estos modelos son similares al vehículo AGF Serval y están basados en el Toyota Hilux. Se pueden colocar 2 ejemplares en un helicóptero Boeing CH-47 Chinook o 1 llevado por slinging, tres en el CASA C-295.

## Características técnicas
- Longitud 4.520m
- Ancho 1.850m
- Altura 1.932 metros
- Peso 2300kg
- Carga útil 900 kg
- Peso total 3200kg
- Velocidad máxima 160 KM/H
- Alcance: 1400km con dos depósitos de combustible.[3][4]

## Usuarios

### Militar
- España, del vehículo ligero de reconocimiento Netón para fuerzas especiales se vendieron 24 ejemplares al ejército español en 2020 para el Mando de Operaciones Especiales ,[5] este vehículo está basado en el Toyota Hilux y sustituirá o completará a los vehículos Lathar 1.0, que estaba desarrollado sobre la base del Nissan Patrol ML-6 [6] y fabricado por la empresa VT Proyectos.[7]

## Vehículos comparables
- Jankel Fox
- Lathar
- AGF Serval
- Polaris RZR
- EINSA Falcata